# Râul Recea, Pârâul Morii
Râul Recea este un curs de apă, afluent al Pârâului Morii

## Hărți
- Ovidiu Gabor - Economic Mechanism in Water Management  Arhivat în 5 martie 2009, la Wayback Machine.